# رايموند جي. شوير
رايموند جي. شوير هو شخصية أعمال وسياسي أمريكي، ولد في 8 نوفمبر 1887، وتوفي في 7 يونيو 1939. انتخب عضو جمعية ولاية ويسكونسن ‏.